# 苏州地铁14号线
苏州地鐵14号线为中华人民共和国苏州市的一条規劃中的城市轨道交通线路。一期規劃由黃埭地區至太湖東岸，並連結蘇州北站、蘇州園區站，並提供吳江地區快速進入市區的選擇。
在《苏州市城市轨道交通第四期建设规划（2025-2030年）及线网规划环境影响评价第二次信息公示》中，14号线一期在規劃內。

## 大事记
2024年3月18日，苏州地鐵於網站公示《苏州市城市轨道交通第四期建设规划（2025-2030年）及线网规划环境影响评价第二次信息公示》，裡面包含14号线一期。
2025年3月13日，苏州工业园区生态环境局公示14号线涉铁的预留节点的中標公告，意謂14號線有極高的機率入選下一輪地鐵規劃中。